# Финнисси, Майкл
Майкл Питер Финнисси (англ. Michael Finnissy, 17 марта 1946, Лондон) — британский композитор и пианист, представитель школы «новой сложности».

## Биография
Окончил Королевский колледж музыки (1968) по классу композиции (у Бернарда Стивенса и Хамфри Сирла) и фортепиано (у Эдвина Бенбо, англ. Edwin Benboe, Иэна Лэйка). Продолжил обучение в Италии у Романа Влада.
Основал музыкальное отделение в Лондонской школе современного танца. Президент Международного общества современной музыки (1990—1997), с 1998 г. — его почётный пожизненный член.
Преподавал в летней школе Dartington, Винчестерском колледже, Королевской академии музыки. Некоторое время был музыкантом-резидентом в Викторианском колледже искусств (Австралия), затем преподавал в университете Суссекса и Королевской академии музыки. С 1999 — профессор композиции в Саутгемптонском университете.

## Творчество
Автор более чем 240 сочинений. Многие из них выпущены на дисках в исполнении симфонического оркестра Би-би-си, ансамбля «Сидней Альфа», Кройцер-квартета (все струнные квартеты), а также самого автора (English Country Tunes).

### Избранные произведения

#### Сочинения для оркестра
- Glad Day (1994)
- Speak its Name! (1996)

#### Камерная и инструментальная музыка
- In stiller nacht (1990, ред. 1997)
- Plain Harmony, струнный квартет (1993)
- Recent Britain, для кларнета, фагота, виолончели и фортепиано (1998)
- Bright Future ignoring Dark Past, для скрипки, виолончели и фортепиано (2000)
- Второй струнный квартет (2006—2007)
- Третий струнный квартет (2007—2009)

#### Сочинения для фортепиано и органа
- Танго / Tangos (1962—1999)
- Транскрипции Верди / Verdi Transcriptions (1972―2005)
- English Country Tunes (1977, ред. 1982—1985)
- Звуковая история фотографии / The History of Photography in Sound, 10 частей, 320 мин. (1995—2001, одно из наиболее продолжительных не-репетитивных сочинений для фортепиано)
- Есть ли будущее у новой музыки / Is there any future for new music (2006)
- Четыре симфонии для органа / Four Organ Symphonies (2002—2009)

#### Вокальные сочинения
- Symphony No. 1 (1962—1964)
- Из Откровения Иоанна Богослова / From The Revelations of Saint John the Divine (1965—1970)
- Sir Tristran (1978)
- Уитмен / Whitman (1980—2005)
- Vaudeville (1983—1987)
- Celi, текст Хильдегарды Бингенской (1984—1997)
- Unknown Ground, на стихи английских и русских поэтов(1989—1990)
- Liturgy of Saint Paul (1991—1995)
- Three Motets, Two Interludes (1991—2006)
- The Transgressive Gospel (2008—2009)

#### Оперы
- Небожественная комедия / The Undivine Comedy (1986—1988, по одноименной поэме З.Красинского)
- Постыдный порок / Shameful Vice (1994, о последних днях П. И. Чайковского)
- Человечество / Mankind (2007—2008, по одноименному моралите XV в.)